# Sunne (Gemeinde)
Koordinaten: 59° 50′ N, 13° 9′ O

Sunne ist eine Gemeinde (schwedisch kommun) in der schwedischen Provinz Värmlands län und der historischen Provinz Värmland. Der Hauptort der Gemeinde ist Sunne.
Seit 1984 verleiht die Gemeinde jährlich den  mit 100.000 Schwedische Kronen dotierten Selma-Lagerlöf-Preis an Autoren, die in der Tradition von Selma Lagerlöf schreiben.

## Sehenswürdigkeiten

### Mårbacka
Auf dem Gut Mårbacka, heute Mårbacka Minnesgård, lebte die Schriftstellerin und Literaturnobelpreisträgerin Selma Lagerlöf. Der Gutshof wurde in dem Zustand belassen, wie er zu Lebzeiten der Schriftstellerin war. Sundbergs Gård (Björne), Tossebergsklätten (Gurlita Klätt) oder Östra Ämterviks kyrka (Svartsjö) sind weitere Schauplätze, die mit Lagerlöfs Roman „Gösta Berling“ (Gösta Berlings saga) verbunden sind.

### Parkanlage Rottneros
Das Ekeby aus „Gösta Berling“ ist nun einer der schönsten Blumen- und Skulpturenparks. Die Skulpturen sind Werke skandinavischer Künstler des 19. und 20. Jahrhunderts.

## Persönlichkeiten
Selma Lagerlöf (1858–1940), schwedische Schriftstellerin, wurde im Gemeindegebiet auf Gut Mårbacka geboren und verbrachte dort den Großteil ihres Lebens.